# Wilhelmina Amalia av Braunschweig-Lüneburg
Wilhelmina Amalia av Braunschweig-Lüneburg, född 21 april 1673, död 10 april 1742; tysk-romersk kejsarinna. Dotter till hertig Johan Fredrik av Braunschweig-Lüneburg och Benedicta Henrietta av Pfalz-Simmern.

## Biografi
Wilhelmina Amalia gifte sig 1699 med Josef I (tysk-romersk kejsare). Hon hade uppfostrats till katolik och utvalts till brud av sin blivande svärmor. Vid bröllopet uppfördes en berömd opera. Hon beskrivs som vacker, religiös och allvarlig. Relationen till maken var olycklig : maken hade en lång rad älskarinnor och barn med dessa, men fick ingen överlevande son med sin fru. 
Hon smittades år 1704 av syfilis av maken, vilket gissas ha varit orsaken till att inga fler barn föddes. Detta orsakade stora tronföljdsproblem. Hon blev änka 1711, och försökte stödja sin bayerske svärsons anspråk på tronföljden, men misslyckades. Efter döttrarnas bröllop drog hon sig 1722 tillbaka till klostret Salesianerinnenkloster auf dem Rennwege. I juni 1741, under Österrikiska tronföljdskriget, fick hon besök av Maria Theresia, som bad henne att medla mellan henne och hennes svärson, kurfursten av Bayern, men hon vägrade.
Hon grundade ett kloster i Wien 1712, i syfte att utbilda unga kvinnor, och tillbringade mycket av sin tid där.
Hon avled av ödem vid 69 års ålder.
Barn:
1. Maria Josefa [9] (1699–1757; gift med Fredrik August II av Sachsen)
2. Leopold Joseph (1700–1701)[10]
3. Maria Amalia (1701–1756; gift med Karl Albert av Bayern)